# Francesco Angelotti
Francesco Angelotti (Gaeta, 1800 – Procida, 1839) è stato un patriota italiano.
Tenente dell'11º reggimento borbonico di guardie, nel 1834 partecipò con Cesare Rosaroll e Vito Romano ad una congiura per uccidere Ferdinando II delle Due Sicilie, ma fu condannato all'ergastolo e ucciso durante un tentativo di evasione.